# 森田公一の青春ベストテン
『ラジオ・リクエスト大賞 森田公一の青春ベストテン』（ラジオ・リクエストたいしょう もりたこういちのせいしゅんベストテン）は、かつてTBSラジオで毎週、日曜日の朝8時5分に放送された番組。1977年4月から1989年3月まで放送された。

## 概要
番組タイトルである『森田公一の青春ベストテン』の“青春”は、森田公一とトップギャランのヒット曲『青春時代』から由来されるものである。番組DJは森田公一と当時TBSアナウンサーの小島一慶。番組内においては小島が森田を「先生」と呼んで進行した。
ラジオリスナーからのリクエストと、TBSと結びつきが強い北海道・HBCラジオ、静岡・SBSラジオ、大阪・MBSラジオ、広島・RCCラジオ、福岡・RKBラジオの同種のランキング番組の週間ランキングも反映して、その週のランキングが決定されていた。また、TBSテレビの『ザ・ベストテン』の四要素の一つであるラジオ総合ベスト10のTBSのランキングとして活用されていた。
ラジオベストテン情報は小島が担当していたが、同番組100回目の時には、同時期にレギュラーだった天地真理が出演した。天地は1977年ごろから休業状態だったが、森田公一が率いるトップギャラン10周年公演へのサプライズ出演をきっかけに1979年6月からこの番組のアシスタントに加わり、復帰の足掛かりを作った。
本番組ではベスト3予想を募集しており、1位から3位までの予想をはがきで応募、全て的中したのが1人の場合はその人に5万円、的中者が複数いた場合はその人数分5万円を山分け（10名の場合は1人に5000円）されて贈られた。
また、リスナーから送られて来た詞に森田が即興で曲を付けるコーナーも存在。このコーナーで作られた曲はカセットテープに録音されて採用されたリスナーに贈られていた（1977年・1978年当時）。
なお、番組自体はTBSローカルではなく、先述のランキング協力局にもネットされていた。
協賛は初期はライオン油脂（現・ライオン）で、後期は明治乳業・明治ボーデン（現・株式会社明治の乳製品部門）、そしてセブン-イレブンへと引き継がれた。
1989年3月をもって放送が終了。12年の放送に幕を降ろした。

## 類似形態の番組
- 全国歌謡ベストテン（文化放送・火曜会）
- 決定!全日本歌謡選抜（文化放送）
- 不二家歌謡ベストテン（ニッポン放送）